# Puy des Goules
Le puy des Goules, également appelé Montgoulède, est un volcan de la chaîne des Puys, dans le Massif central.

## Géographie
Situé juste au nord du col des Goules, le puy des Goules est un ancien volcan effusif, de type strombolien typique ; il ne semble pas avoir émis de coulée de lave. Il possède un cratère bien régulier de quarante mètres de profondeur et culminant à 1 146 mètres d'altitude. Les bords du cône sont, par endroits, dénudés et laissent apparaître les scories rougeâtres sur lesquelles essaient de s'accrocher une végétation soumise aux pleins vents d'ouest. Ce contraste de végétation entre l'intérieur du cratère à l'ouest abrité des vents et couverts d'arbustes et cette dernière partie dénudée. Cette répartition de végétation est très répandue autour des cratères de la chaîne des Puys.
Le cratère du puy des Goules a bien failli être recouvert par la végétation[Quand ?] et ne plus être visible mais grâce aux moutons qui entretiennent les volcans son cratère est toujours parfaitement visible.

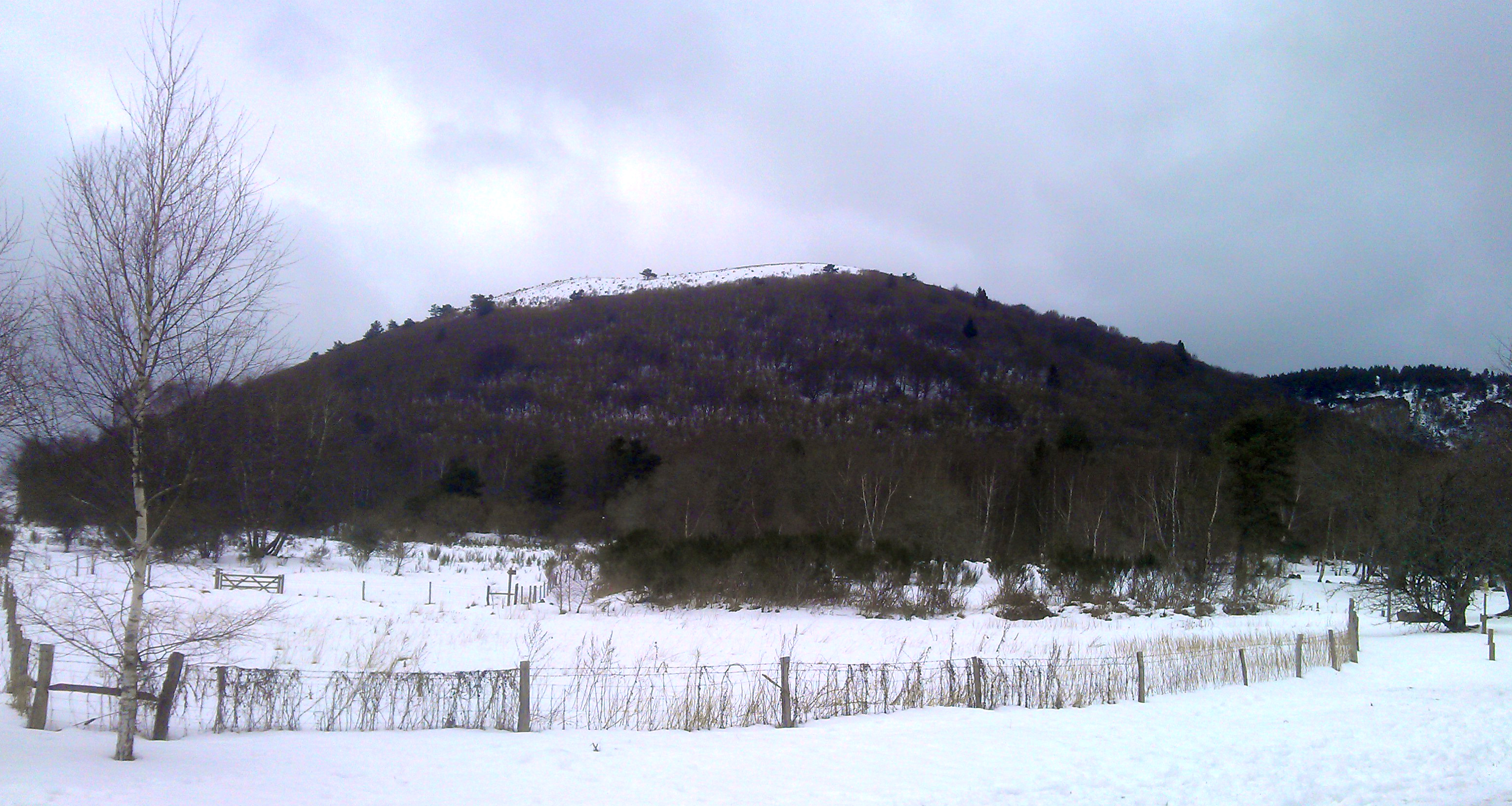
Puy des Goules sous la neige.

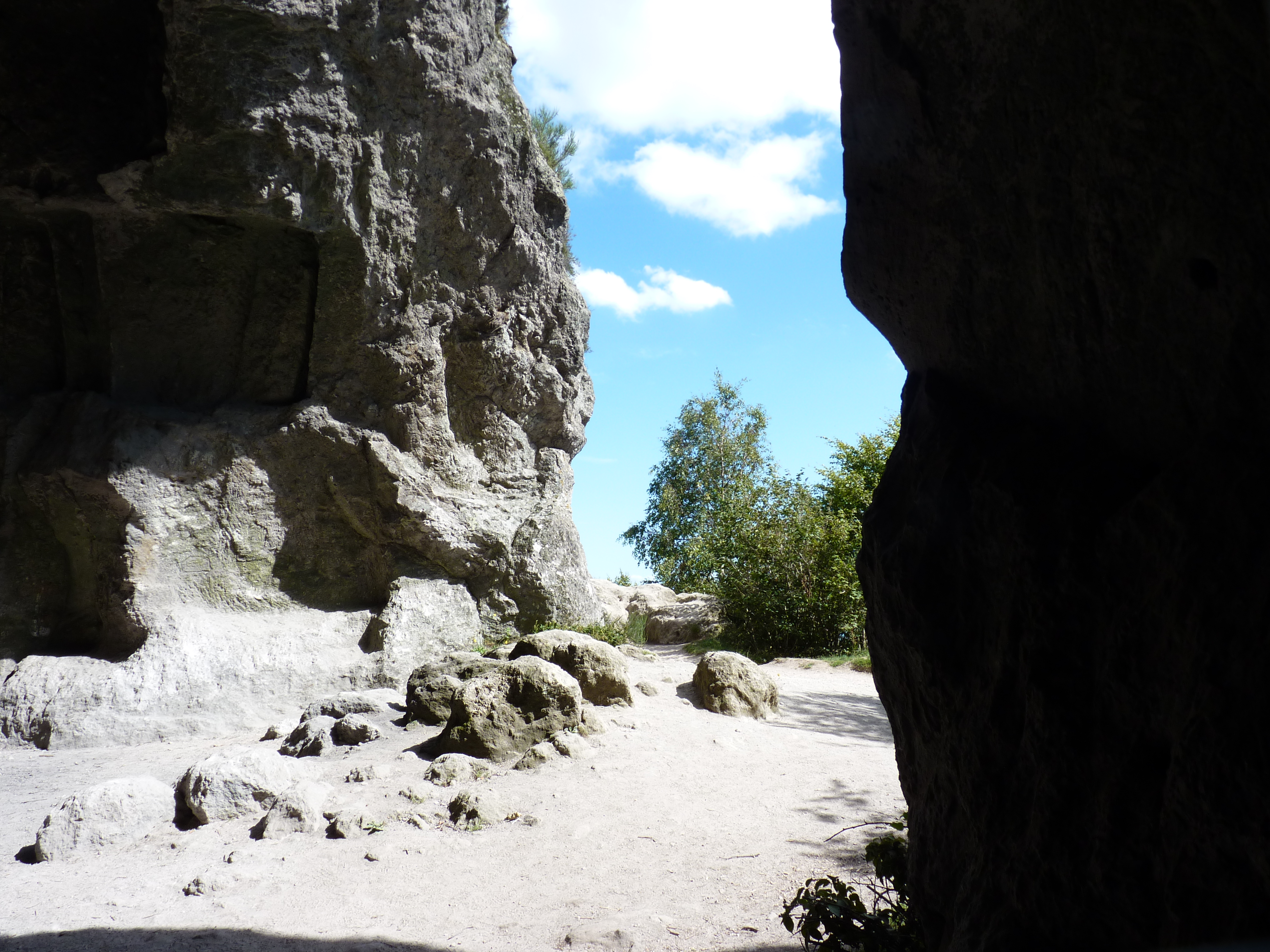
La grotte de Sarcoui à 1147 mètres.